# Alverca do Ribatejo
Alverca, auch Alverca do Ribatejo, ist eine portugiesische Stadt und ehemalige Gemeinde in der Metropolregion Lissabon. Seit etwa zwei Jahrzehnten entwickelt sich Alverca, bedingt durch die günstige Lage an der Eisenbahnstrecke Linha do Norte, zu einem Vorort Lissabons und gehört inzwischen zum Speckgürtel der Hauptstadt. Alverca ist mit seinem Militärflughafen als bedeutender Ort der Luftfahrtgeschichte Portugals bekannt, zudem ist es ein Stützpunkt der Luftfahrtindustrie, insbesondere der brasilianische Hersteller Embraer ist hier vertreten.

## Geschichte
König D. Afonso Henriques gab 1160 erste Stadtrechte an Alverca, die König D. Manuel I. 1510 erneuerte.
Alverca wurde am 9. August 1990 zur Stadt (Cidade) erhoben.

## Kultur und Sehenswürdigkeiten
In Alverca befinden sich ein bekanntes Luftfahrtmuseum, eine alte Kirche von 1687 und eine neue Kirche mit dem Namen Igreja dos Pastorinhos aus dem 21. Jahrhundert. Diese Kirche ist bekannt für ihr Glockenspiel.
Beim Luftfahrtmuseum, einer von zwei Außenstellen des Museums der Força Aérea Portuguesa (FAP) in Sintra befindet sich ein früherer Militärflugplatz, einer der ältesten Portugals, der allerdings nicht mehr als solcher genutzt wird. Gleichwohl nutzten nichtfliegende Einheiten der FAP nach wie vor einen Teil des Geländes. Die staatliche Luftfahrtfirma OGMA hat hier ebenfalls ein Werk, es werden auch Reparaturen an Flugzeugen auf dem Gelände des Militärflugplatzes Alverca ausgeführt. 

## Verwaltung
Alverca war Sitz einer gleichnamigen Gemeinde (freguesia) im Kreis (concelho) von Vila Franca de Xira im Distrikt Lissabon. Die Gemeinde war 19,4 km² groß und hatte 31.063 Einwohner (Stand 30. Juni 2011).
Folgende Ortschaften liegen im Gebiet der ehemaligen Gemeinde:
- A-dos-Melros
- Alverca do Ribatejo
- Casal da Arroteia
- Casal Corvões
- Casal Castelo Picão
- Ginguelho
- Brejo
- Faias
- Arcena

Mit der Gemeindereform 2013 wurde die Gemeinde aufgelöst und mit Sobralinho zur neuen Gemeinde Alverca do Ribatejo e Sobralinho zusammengefügt.

## Persönlichkeiten
In Alverca geboren:
- Angelina Voloshchuk (* 2007), portugiesische Tennisspielerin ukrainischer Abstammung
- Rui Vitória (* 1970), Fußballspieler und Trainer
- Conceição Lino (* 1965), Journalistin und Nachrichtensprecherin des Fernsehsenders SIC

In Alverca gestorben:
- Álvaro Vaz de Almada (1390–1449), adliger Ritter in mehreren europäischen Ländern, Berater des Königs D. Pedro I.
- Salgueiro Valente (1888–1928), Offizier und Flugpionier
- Joaquim Alberto Silva (1974–2019), angolanischer Fußballspieler